# Literatur und Kritik
Die österreichische Literaturzeitschrift Literatur und Kritik wurde im April 1966 von Rudolf Henz, Gerhard Fritsch und Paul Kruntorad als Nachfolgezeitschrift des seit 1955 bestehenden Literaturorgans Wort in der Zeit gegründet. Träger des Blattes ist seit Beginn der Otto Müller Verlag in Salzburg. Von 1991 bis 2021 wurde die Zeitschrift von Karl-Markus Gauß geführt, ab 2025 wird sie von Birgit Müller-Wieland herausgegeben.

## Profil
Gemäß einer Studie der Germanistin Renate Langer war die Zeitschrift ursprünglich als "offiziöse Literaturzeitschrift des Landes [Österreich]" konzipiert und von Beginn an mit öffentlichen Geldern gefördert. Dieser Ruf haftete dem Blatt noch bis Ende der 80er Jahre an. Mit Übernahme der Herausgeberschaft durch Karl-Markus Gauß im Jahr 1991 wurde der jüngeren österreichischen Literatur mehr Platz eingeräumt, ebenso der Literatur der mittel- und osteuropäischen Länder.
Seit seiner Gründung erscheint Literatur und Kritik im Otto Müller Verlag in Salzburg, seit den neunziger Jahren in fünf Doppelnummern pro Jahr. Der Literaturwissenschaftler und Germanist Klaus Zeyringer zählt sie zu den „interessantesten und gehaltvollsten Literaturzeitschriften im deutschen Sprachraum“. Die Auflage beträgt 4.000 Stück (Stand 2007).
Die Leitung der Zeitschrift wurde zuerst an Jeannie Ebner und dann an Kurt Klinger übertragen. 1991 übernahm Karl-Markus Gauß die Zeitschrift als Mitherausgeber neben dem Verlagsleiter Arno Kleibel sowie als Chefredakteur und gestaltete die Blattlinie neu. Unter anderem führte er die neue Rubrik Kulturbriefe ein, die essayische und feuilletonistische Texte mit kulturellen und kulturhistorischen Inhalten bringt. Die Information über die Literatur Mitteleuropas und das internationale literarische Geschehen erhielten größeres Gewicht, und es gelang, eine jüngere Autorengeneration an der Mitarbeit zu interessieren.
Die 40-Jahre-Jubiläumsnummer gibt einen Überblick über die in den ersten fünfundzwanzig Jahren erschienenen Texte, unter anderem von Ilse Aichinger, Ingeborg Bachmann, Italo Calvino, Elias Canetti, Paul Celan, Erich Fried, Alfred Gesswein, Peter Henisch, Friederike Mayröcker, Robert Menasse, Peter Rosei, Peter Turrini, Czeslaw Milosz.
Von 2022 bis 2024 fungierte Ana Marwan als Herausgeberin. Ihr Fokus lag auf der österreichischen und slowenischen Gegenwartsliteratur. Ab 2025 wird die Zeitschrift von Birgit Müller-Wieland und Arno Kleibel herausgegeben.

## Dossiers
Die meisten Nummern von Literatur und Kritik enthalten Dossiers über bestimmte Themen oder die Literatur eines ausgewählten Landes. Zu den Länderdossiers zählen unter anderem Moldawien, Sorbische Literatur, Portugal, Ukraine, Guatemala, Südtirol, Okzitanische Literatur, Sinti und Roma, Bulgarien, Jiddische Literatur.

## Kulturbriefe
Die Rubrik Kulturbriefe wurde von Karl-Markus Gauß eingeführt. Sie enthält essayistische und feuilletonistische Texte mit kulturellen und kulturhistorischen Inhalten. Jeder Jahrgang von Literatur und Kritik bringt zwei bis drei Dutzend solcher Kulturbriefe. Autoren wie Beppo Beyerl, Max Blaeulich, Manfred Chobot, Klaus Ebner, Leopold Federmair, Janko Ferk, Andrea Grill, Regina Hilber, Ralf Höller, Drago Jančar, Michael Scharang, Wolfgang Sréter, Daniela Strigl, Christian Teissl, Manfred Wieninger haben bereits Kulturessays in der Rubrik veröffentlicht.

## Lyrik
Seit 2005 bringt die jeweils erste Doppelnummer eines Jahres Erstdrucke von Lyrik. Dabei wird laut Redaktion versucht, die unterschiedlichen Ausprägungen zeitgenössischer Gedichte aufzuzeigen.

## Zeitschrift in der Zeitschrift
Das Konzept Zeitschrift in der Zeitschrift ist ein internationales und ermöglicht einer Literaturzeitschrift, ausgewählte Texte in Übersetzung in einer Literaturzeitschrift eines anderen Landes vorzustellen. Auf diese Weise werden literarische Texte nicht beschrieben, sondern kommen direkt zu Wort. Die Idee stammt von einer Autorengruppe um die Zeitschrift Apokalipsa in Ljubljana. Die ersten Projekte führten Literatur und Kritik mit Schwesterzeitschriften in Slowenien, Ungarn, Montenegro, Polen und Kroatien zusammen.

## Rezensionen
In jeder Nummer werden Rezensionen neuer Bücher veröffentlicht. Eine Besonderheit der Literaturzeitschrift ist die Kontroverse, bei der zwei unterschiedlich wertende Rezensionen zur selben Bucherscheinung abgedruckt werden. Namhafte Germanisten und Autoren wie Waltraud Anna Mitgutsch, Wendelin Schmidt-Dengler, Harald Klauhs, Daniela Strigl und Klaus Zeyringer verfassten bereits Rezensionen für Literatur und Kritik.